# (32812) 1990 UY4
(32812) 1990 UY4 est un astéroïde de la ceinture principale d'astéroïdes découvert en 1990.

## Description
(32812) 1990 UY4 a été découvert le 16 octobre 1990 à l'observatoire de La Silla, au Chili, par Eric Walter Elst.

### Caractéristiques orbitales
L'orbite de cet astéroïde est caractérisée par un demi-grand axe de 2,31 ua, un périhélie de 1,87 ua, une excentricité de 0,19 et une inclinaison de 6,25° par rapport à l'écliptique. Du fait de ces caractéristiques, à savoir un demi-grand axe compris entre 2 et 3,2 ua et un périhélie supérieur à 1,666 ua, il est classé, selon la JPL Small-Body Database, comme objet de la ceinture principale d'astéroïdes.

### Caractéristiques physiques
(32812) 1990 UY4 a une magnitude absolue (H) de 15,1 et un albédo estimé à 0,358.